# Adelphocoris ticinensis
Adelphocoris ticinensis ist eine Wanzenart aus der Familie der Weichwanzen (Miridae).

## Merkmale
Die Wanzen werden 7,0 bis 7,6 Millimeter lang. Die in der Regel auffällig rötlich-braun gefärbten Wanzen treten gelegentlich auch in grünlich-brauner Grundfarbe auf. Wie auch die übrigen Arten der Gattung Adelphocoris besitzen sie an den hinteren Schienen (Tibien) gleich lange oder längere Sporne als die Schienen breit sind. Die Schenkel (Femora) sind dunkel gefleckt.

## Vorkommen und Lebensraum
Die Art tritt in weiten Teilen Europas auf und fehlt nur in Skandinavien und dem Süden der Mittelmeerländer. Nach Osten erstreckt sich das Verbreitungsgebiet über Kleinasien bis in den Kaukasus und die kaspische Region. Offenbar ist dieses Areal nicht flächendeckend besiedelt. Ein Teilareal reicht vom Süden Englands über die Niederlande in das Norddeutsche Tiefland, ein weiteres erstreckt sich vom östlichen Österreich nach Südeuropa. Dazwischen liegt ein isoliertes Vorkommen im Mittelrheingebiet, aus dem es jedoch nur zwei Nachweise aus dem 20. Jahrhundert gibt. Seit 2007 sind auch aus dem östlichen Sachsen mehrere Nachweise der Art bekannt.
Besiedelt werden verschiedene Feuchtlebensräume wie etwa Feuchtwiesen, Nieder- und Hochmoore oder Verlandungszonen von Altwässern.

## Lebensweise
Man findet die Wanzen, die offenbar keine Spezialisierung an bestimmte Pflanzenarten zeigen, an krautigen Pflanzen und Büschen. Häufig sind sie an Gewöhnlichem Blutweiderich (Lythrum salicari), Gilbweiderich (Lysimachia), Sumpf-Platterbse (Lathyrus palustris), Sumpf-Ziest (Stachys palustris), Sumpf-Hornklee (Lotus uliginosus) und Sumpf-Kratzdistel (Cirsium palustre) nachgewiesen. Sie ernähren sich vermutlich zoophytophag, saugen also sowohl an Pflanzen, als auch räuberisch an kleinen Wirbellosen. Die Überwinterung erfolgt als Ei. Die Nymphen treten vor allem im Mai und Juni auf, die adulten Tiere findet man in der Regel ab Juli, seltener und insbesondere an warmen Orten auch schon früher.

## Belege